# Pala (Indien)
Koordinaten: 9° 42′ 47″ N, 76° 41′ 0″ O

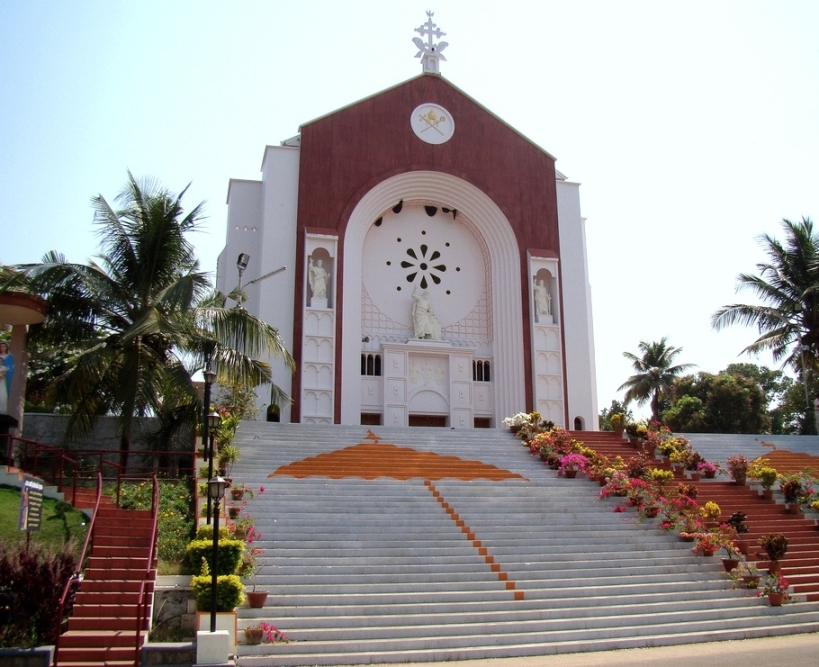
St. Thomas Cathedral in Pala

Pala (auch Palai, Malayalam പാലാ) ist eine Stadt in Kerala in Indien. Sie befindet sich im Distrikt Kottayam.
Durch den Ort fließt der Fluss Meenachil.
Die Nachbarorte sind Puliyanoor, Mutholy, Cherpunkal, Karoor, Lalam, Arunapuram und Ramapuram.
Der Ort wurde, möglicherweise planmäßig um das Jahr 1.000 von christlichen Siedlern gegründet. 1737 erhielt er das Marktrecht. Heute hat Pala über 22.000 Einwohner. Die überwiegend christliche Bevölkerung spricht Malayalam und Englisch. Bedeutende Wirtschaftszweige sind neben der Landwirtschaft (beispielsweise Pfeffer) die Gewinnung und Verarbeitung von Kautschuk. Bharananganam ist ein christlicher Ort neben Pala. Es ist eines der Haupttore zu den südlichen Hochgebieten der westlichen Ghats. Pala verbindet sich mit den Hochgebirgen durch Thodupuzha und Kanjirappally Taluks.

## Söhne und Töchter
- Sebastian Vayalil (1906–1986), syro-malabarischer Geistlicher, Bischof von Palai
- Thomas Menamparampil (* 1936), römisch-katholischer Ordensgeistlicher und emeritierter Erzbischof von Guwahati
- Jacob Muricken (* 1963), syro-malabarischer Geistlicher, Eremit